# Lee Yung-dug
Lee Yung-dug (6 de marzo de 1926 - 6 de febrero de 2010) fue un político de Corea del Sur. Ocupó el cargo de Primer Ministro de Corea del Sur desde el 29 de abril de 1994 al 17 de diciembre de 1994.